# Marek Horabik
Marek Horabik (ur. 8 lipca 1961, zm. 16 września 2017) – polski zawodnik, sędzia i trener zapasów.

## Życiorys
Zapasy jako zawodnik uprawiał w latach 1975–1982. Najpierw w barwach KS Dalin Myślenice, następnie w latach 1976–1980 w GKS Glinik Gorlice i ponownie w latach 1980–1982 w barwach KS Dalin Myślenice. W trakcie swojej kariery zawodniczej zajął między innymi II miejsce w Turnieju Międzynarodowym w Suboticy w 1977, III miejsce w Ogólnopolskim Turnieju Zapaśniczym w Łodzi w 1978 oraz II miejsce w trakcie Mistrzostw Polski Weteranów w Warszawie w 2010. W latach 1984–2011 był trenerem sekcji zapaśniczej w KS Dalin, a wśród jego wychowanków byli medaliści mistrzostw Polski, turniejów ogólnopolskich oraz międzynarodowych. Od 1990, Marek Horabik był także sędzią zapaśniczym. Zmarł 16 września 2017 i został pochowany na Cmentarzu Komunalnym przy ul. Sienkiewicza w Myślenicach.

## Wybrane odznaczenia
- Srebrny Medal Za Wybitne Zasługi Dla Zapasów (2017)[1]
- Złota Gwiazda Polskiego Związku Zapaśniczego (2002)[1]